# Thinking of You
Thinking of You – czwarty singel Katy Perry z jej drugiego studyjnego albumu One of the Boys. Utwór jest jednym z trzech z albumu, które Perry w całości skomponowała samodzielnie.
Singel zajął jedenastą pozycję w notowaniu izraelskiej listy przebojów. Na UK Singles Chart uplasował się na pozycji dwudziestej siódmej, zaś w notowaniu Billboard Hot 100 znalazł się na miejscu dwudziestym dziewiątym.

## Formaty singla
| #                                 | Tytuł                                     | Czas |
| --------------------------------- | ----------------------------------------- | ---- |
| Promocyjny CD Singel              |                                           |      |
| 1.                                | "Thinking of You" (Radio Edit)            | 3:59 |
| 2.                                | "Thinking of You" (Album Version)         | 4:07 |
| 3.                                | "Thinking of You" (Live Acoustic Version) | 4:51 |
| 4.                                | "Thinking of You" (Instrumental Version)  | 4:07 |
| Europejsko-australijski CD Singel |                                           |      |
| 1.                                | "Thinking of You" (Album Version)         | 4:07 |
| 2.                                | "Thinking of You" (Live Acoustic Version) | 4:51 |

## Występy na żywo

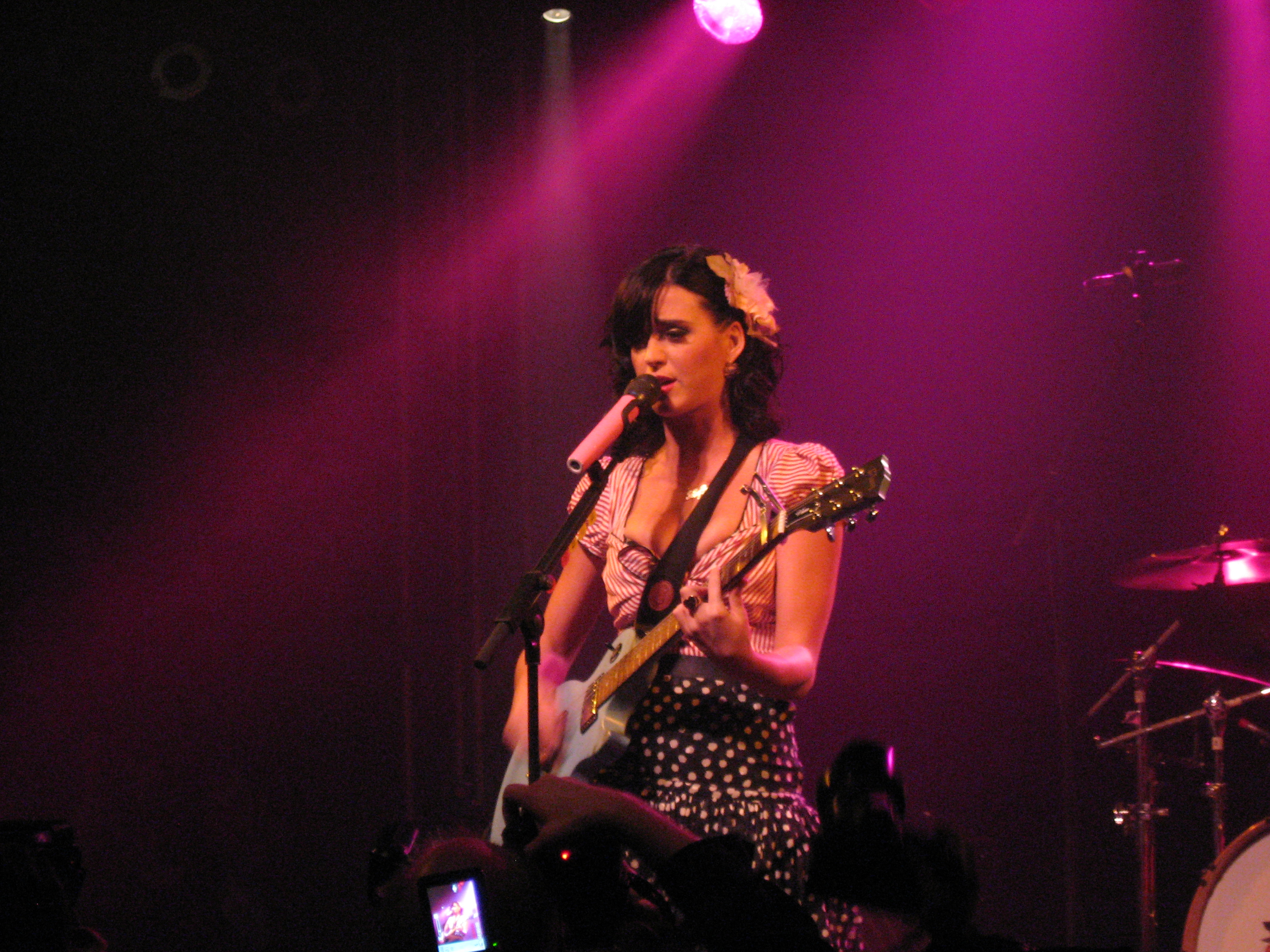
Perry wykonująca utwór w 2008 roku

Utwór znalazł się na liście Hello Katy Tour jako ósma piosenka. Najpopularniejszym występem Perry z Thinking of You było wykonanie utworu podczas pobytu w Nowym Jorku 22 lipca 2009 roku. Piosenka była zaśpiewana jako czwarta, podczas występu piosenkarce towarzyszyły akustyczne instrumenty.

## Teledysk

### Pierwsza wersja
Oryginalny teledysk nagrano w 2007, a nagranie wyciekło do serwisu YouTube w maju 2008 roku. Film wyreżyserował Walter May. Akcja teledysku odgrywa się w dwóch pomieszczeniach; jasnym i ciemnym. Jasny pokój przedstawia szczęśliwą Perry z jej partnerem, zaś w ciemnym Katy jest odepchnięta przez inną kobietę, która romansuje z jej chłopakiem. Klip kończy się uśmiechem piosenkarki po zadźganiu jej chłopaka przez nią.

### Druga wersja
W drugim, oficjalnym teledysku, wyreżyserowanym przez Melinę Matsoukas, wystąpił aktor Matt Dallas. Wideo ukazuje historię nieszczęśliwej młodej kobiety, której ukochany ginie w Europie podczas Drugiej Wojny Światowej, gdy ta zdradza go z innymi mężczyznami. Dziewczyna przypomina sobie wszystkie spędzone chwile ze swoim wybrankiem. Zakochana para bawi się w jeziorze, jeździ na rowerach i urządza piknik.

## Pozycje na listach
| Państwo                                     | Najwyższa pozycja |
| ------------------------------------------- | ----------------- |
| Australia - Australian ARIA Singles Chart   | 34                |
| Austria - Austrian Singles Chart            | 18                |
| Brazylia - Brasil Billboard Hot 100 Airplay | 10                |
| Kanada - Canadian Hot 100                   | 24                |
| Czechy - Czeski Airplay                     | 12                |
| Holandia - Dutch Singles Chart              | 18                |
| Francja - French Singles Chart              | 11                |
| Niemcy - German Singles Chart               | 19                |
| Irlandia - Irish Singles Chart              | 38                |
| Włochy - Italian FIMI Singles Chart         | 14                |
| Słowacja - Słowacki Airplay                 | 26                |
| Szwecja - Swedish Singles Chart             | 29                |
| Wielka Brytania - UK Singles Chart          | 27                |
| USA - Billboard Hot 100                     | 29                |
| USA - Pop 100                               | 21                |

## Certyfikaty
| Kraj     | Certyfikat |
| -------- | ---------- |
| Brazylia | Platyna    |
| Kanada   | Platyna    |

## Historia wydania
| Region          | Data             | Format                      |
| --------------- | ---------------- | --------------------------- |
| USA             | 12 stycznia 2009 | Airplay                     |
| Australia       | 19 stycznia 2009 | Airplay                     |
| Europa          | 20 lutego 2009   | Singel CD, digital download |
| Wielka Brytania | 9 marca 2009     | Singel CD, digital download |
| Australia       | 14 marca 2009    | Singel CD                   |